# コンドル軍団

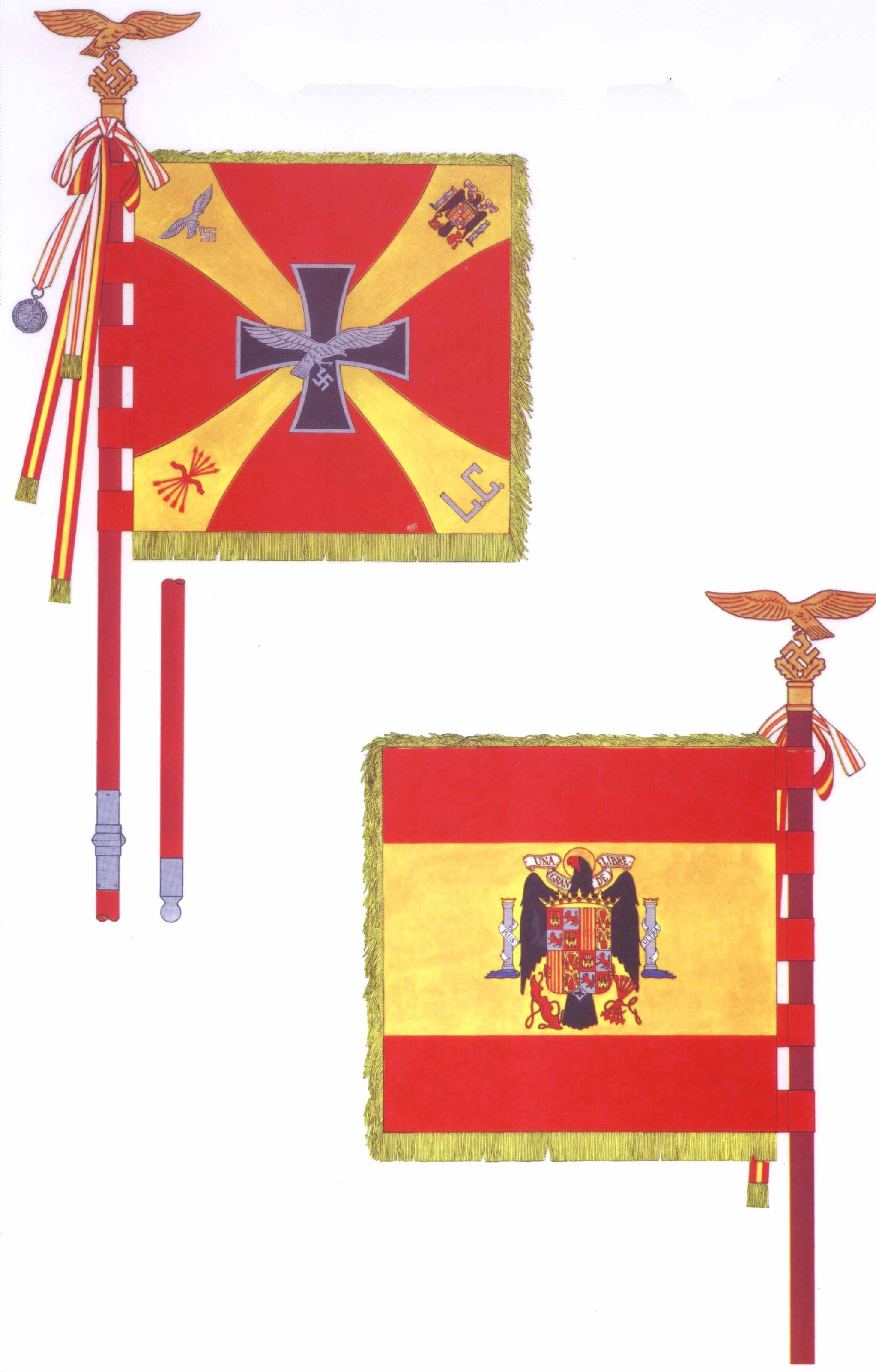
コンドル軍団の旗

コンドル軍団（コンドルぐんだん、独: Legion Condor）は、ナチス政権下のドイツからスペイン内戦に派遣されたドイツ国防軍による遠征軍。ドイツ空軍を主体に、少数の陸海軍部隊を加え組織されたコンドル軍団は、1936年から1939年まで義勇兵の名目でフランシスコ・フランコの国民戦線軍を支援した。ドイツ語のLegion（レギオーン）は、直訳すると義勇軍や傭兵部隊、外人部隊の意味となる。

## 概要

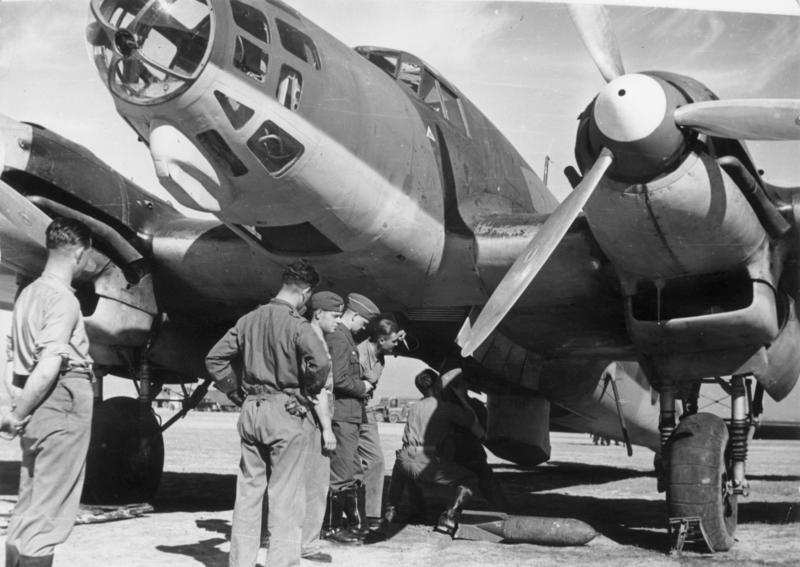
コンドル軍団とHe111爆撃機（1939年）

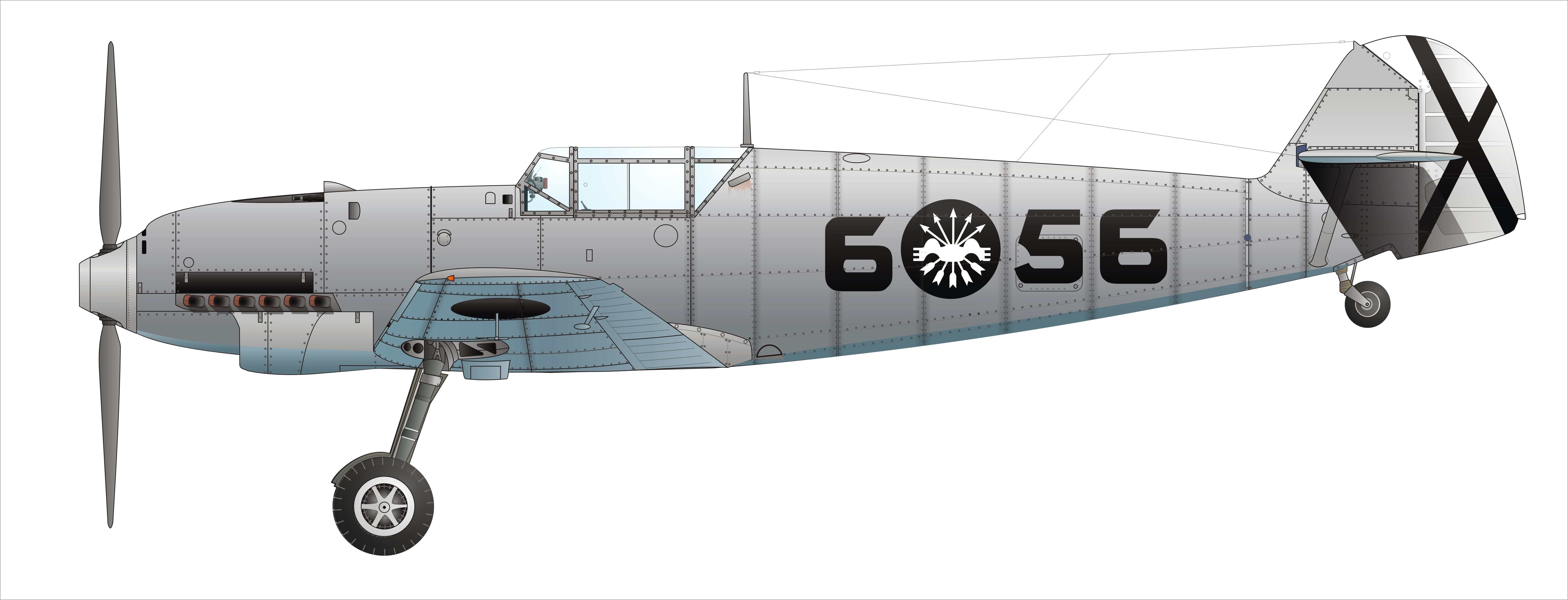
コンドル軍団仕様のBf109C

1936年7月、スペイン本土とモロッコで軍隊による軍事蜂起が発生、フランシスコ・フランコが反乱軍（国民戦線軍）の総司令官となり、スペイン内戦に突入した。ドイツ総統アドルフ・ヒトラーは国民戦線軍の支援を決定し、早くも8月には最初の航空部隊を北アフリカへ派遣した。増援は続々と到着し、11月にはコンドル軍団として正式に編成された。フーゴ・シュペルレ少将が司令官を務め、100機の航空機と約5,000人の兵員によって構成されていた。内戦の終結までに延べ15,000人から20,000人がコンドル軍団に参加した。ドイツは対外的には内戦への不干渉を表明していたが、アドルフ・ヒトラーは「ボルシェヴィズムに対する闘争」の一部であると主張し、介入を正当化した。
スペイン内戦はドイツにとって当時の最新装備や新戦術の格好の実験場となった。メッサーシュミット Bf 109B-0/B-1/C-1/D-1/E-1/E-3戦闘機、ハインケル He 111B-1/B-2/E-1/爆撃機、ユンカース Ju 87A-1/A-2/B-1/B-2急降下爆撃機、ドルニエ Do 17E-1/P-1、He 100D-1、Hs 126A-1、He 112V6/V9、Ju 86B-1/K-4、は、コンドル軍団で初めて実戦投入された。輸送機並びに爆撃機としてユンカースJu 52/3m・Ju 52/3mg3e・Ju 52/3mg4eも投入された。これらの機体はおおむね良好な成績を収め、特に戦闘機隊ではヴェルナー・メルダースのようなエース・パイロットも誕生した。露呈した問題点を改良された各兵器は、続く第二次世界大戦で大々的に投入されることとなった。ただし最新装備のみを投入したのではなく、旧型の複葉機ハインケル He 51B-1を、初期は戦闘機として、後期は対地攻撃機や練習機として使用するなどもしていた。
コンドル軍団には航空部隊以外の部隊も所属していた。陸軍は1937年1月からヴィルヘルム・フォン・トーマ中佐の指揮するイムカー戦闘団 (Kampfgruppe "Imker") を派遣した。イムカー戦闘団は、約100両のI号戦車を装備した三個戦車中隊を基幹に編成されていた。海軍は数十人の将校と専門家からなるチームを派遣した。彼ら陸海軍将兵は、実戦に参加するとともに国民戦線軍の訓練を指導した。また、8.8cm高射砲が初めて配備され、これは対空のみならず、対戦車、対陣地に極めて有効であることがわかった。
1937年4月26日、コンドル軍団とイタリア空軍はバスク地方の都市ゲルニカを爆撃した（ゲルニカ爆撃）。これはその後の第二次世界大戦でしばしば見られる都市に対する無差別爆撃の初期の例であった。わずかに24機の爆撃機（He 111：2機・Do 17：1機・Ju 52：18機・SM.79：3機）による空襲であったにもかかわらず、市街の60%から70%が破壊された。死傷者の詳細は現在においても不明である。フランコ政権下で発刊された新聞「アリーバ」の1970年1月30日付けの記事では、死傷者はわずか12人に過ぎないとした。一方でバスク亡命政府は1650人が死亡し、889人が負傷したと主張した。近年の研究では確実な死者は250人から300人とされている。
画家のパブロ・ピカソは、ゲルニカ爆撃を題材とした壁画「ゲルニカ」を制作した。フランスに亡命していたドイツ人作家ハインリヒ・マンは「ドイツの兵士よ！悪党が君らをスペインに送っている！」というスローガンを打ち出して介入を非難した。
1939年4月1日、フランコが勝利宣言を出し、スペイン内戦はほぼ終結した。

## 第二次世界大戦への影響
コンドル軍団は順次ドイツへ帰還し、同年6月6日にはベルリンで凱旋式典が行われた。スペイン内戦で経験を積んだ熟練操縦士たちは、その後のポーランド侵攻やフランス侵攻において空軍の中核となって活躍した。また、支援を受けたフランコは代償としてドイツに兵力を提供し、スペイン人からなる青師団（独: Blaue Division）が編成された。青師団は主に東部戦線におけるソヴィエト連邦との作戦に従事した（もっともフランコが行った見返りはその程度であり、第二次大世界大戦ではドイツの要請をかわし続け、絶えず日和見的な中立を保ち、ヒトラーを憤慨させた）。

## 第二次世界大戦後の対応
1998年4月、ドイツ連邦議会は名誉剥奪法を制定し、連邦軍組織の名称からコンドル軍団関係者の名を外すことを議決した。2005年1月、同法に基づきペーター・シュトルック国防相が過去メルダースに与えられた全ての名誉を剥奪した。それに伴い、ドイツ連邦空軍の第74戦闘航空団（Jagdgeschwader 74：JG74）の部隊名に継承されたメルダースの名は抹消された。100人以上の退役軍人らが、この決定に抗議した。

## 編成（1936年11月時点）
- 司令官 - フーゴ・シュペルレ少将
- S/88（参謀本部）
- J/88（第88戦闘飛行隊） - He 51装備の四個中隊（48機）
- K/88（第88爆撃飛行隊） - Ju 52装備の四個中隊（48機）
- A/88（第88偵察飛行隊） - 以下の四個飛行中隊
  - He 70 装備の三個長距離偵察中隊（18機）
  - He 45 装備の一個短距離偵察中隊（6機）
- AS/88（第88海上偵察飛行隊） - 以下の二個中隊
  - He 59 装備の一個偵察中隊（10機）
  - He 60 装備の一個偵察中隊（6機）
- LN/88（第88航空情報大隊） - 二個中隊
- F/88（第88高射砲兵大隊） - 以下の六個中隊
  - 8.8cm 高射砲装備の四個中隊（16門）
  - 2.0cm 高射砲装備の二個中隊（20門）
- P/88（第88整備大隊） - 二個中隊

## 人物
- アドルフ・ガーランド
- オスカール・ディルレヴァンガー
- フーゴ・シュペルレ
- ヴィルヘルム・フォン・トーマ
- ハヨ・ヘルマン
- ヴェルナー・メルダース
- ヴォルフラム・フォン・リヒトホーフェン
- ギュンター・リュッツオウ
- 蔣緯国（訓練生として参加）